# Chór Akademicki Wojskowej Akademii Technicznej
Chór Akademicki Wojskowej Akademii Technicznej (Chór Akademicki WAT, ChAWAT) – chór mieszany działający przy Wojskowej Akademii Technicznej im. Jarosława Dąbrowskiego w Warszawie. Zrzesza studentów i absolwentów WAT, zarówno wojskowych jak i cywilnych, studentów i absolwentów innych warszawskich uczelni wyższych oraz sympatyków. Dyrektorem artystycznym oraz dyrygentem chóru jest mgr Joanna Korczago, a korepetytorem emisji głosu mgr Bogumiła Dziel-Wawrowska.

## Wydarzenia
- 2014
  - Oprawa muzyczna Spotkania Wigilijnego Prezydenta RP Bronisława Komorowskiego z żołnierzami Wojska Polskiego
- 2015
  - Koncert podczas Nocy Muzeów w Muzeum Wojska Polskiego w Warszawie
  - Udział w projekcie „Wirtualny Chór” Jakuba Neske
- 2016
  - Koncert oratoryjny „Kantaty Wielkanocne” na UMFC
  - Inicjator i organizator Ogólnopolskiego Festiwalu Chóralnego „Cantat viWAT”, którego I edycja odbyła się w 2016 roku
  - Udział w uroczystej mszy Świętej w sanktuarium Bożego Miłosierdzia w Krakowie-Łagiewnikach transmitowanej z kaplicy Klasztornej na ogólnopolskiej antenie programu TVP1
  - Uroczysty Apel z okazji Dnia Podchorążego przy Pałacu Belwederskim, z udziałem Szefa MON Antoniego Macierewicza i Szefa BBN Pawła Solocha
- 2017
  - Udział w ceremonii objęcia posterunków honorowych przez podchorążych z okazji Dnia Podchorążego przy Pałacu Belwederskim, z udziałem Szefa MON Antoniego Macierewicza i Szefowej Kancelarii Prezydenta RP Haliny Szymańskiej
  - Udział w spotkaniu Wigilijnym Służb Mundurowych Mazowsza w katedrze polowej WP
- 2018
  - Koncert jubileuszowy z okazji 5-lecia działalności Chóru
  - Nagranie płyty Dni Chwały. Pieśni patriotyczne i religijne z okazji obchodów 100-lecia odzyskania niepodległości przez Polskę i jubileuszu 100–lecia utworzenia biskupstwa polowego w Polsce[1]

## Nagrody i wyróżnienia
- 2014
  - I Ogólnopolski Przegląd Chórów Akademickich „Święty Krzyż” – II nagroda oraz nagroda Wojewody Świętokrzyskiego – Bożentyny Pałki-Koruby[2]
  - VI Ogólnopolski Konkurs Chórów „Ars Liturgica” – Srebrny dyplom[3]
- 2015
  - V Mazowiecki Festiwal Chórów Akademickich „Vivat Academia” – Srebrny dyplom
  - II Ogólnopolski Festiwal Współczesnej Muzyki Chóralnej „Music Everywhere!” – Srebrny dyplom
  - XI Międzynarodowy Festiwal „Rybnicka Jesień Chóralna im. Henryka Mikołaja Góreckiego” – Srebrny dyplom[4]
  - XVIII Chóralny Festiwal „Cantio Lodziensis” – I nagroda[5]
  - I Festiwal Pieśni Adwentowych i Bożonarodzeniowych – Złoty dyplom[6]
- 2016
  - III Międzynarodowy Konkurs Chóralnej Muzyki Sakralnej „Carmen Fidei” – I nagroda oraz nagroda specjalna za najwyższą punktację w kategorii[7]
  - XII Międzynarodowy Festiwal Chórów im. Kazimierza Fobera „Gaude Cantem” – Brązowy dyplom[8]
  - XII Warszawski Międzynarodowy Festiwal Chóralny "Varsovia Cantat" – I nagroda oraz Złota Lira[9]
- 2017
  - XII Ogólnopolski Konkurs Kolęd i Pastorałek – Srebrny dyplom[10]
  - XXXVI Międzynarodowy Festiwal Muzyki Cerkiewnej „Hajnówka 2017” – I miejsce[11]